# Wiązowna (gromada)
Wiązowna (do 31 XII 1957 dzielnica Wiązowna) – dawna gromada, czyli najmniejsza jednostka podziału terytorialnego Polskiej Rzeczypospolitej Ludowej w latach 1954–1972.
Gromady, z gromadzkimi radami narodowymi (GRN) jako organami władzy najniższego stopnia na wsi, funkcjonowały od reformy reorganizującej administrację wiejską przeprowadzonej jesienią 1954 do momentu ich zniesienia z dniem 1 stycznia 1973, tym samym wypierając organizację gminną w latach 1954–1972.
Gromadę Wiązowna z siedzibą GRN w Wiązownie utworzono 1 stycznia 1958 w nowo utworzonym powiecie otwockim w woj. warszawskim z obszaru zniesionej dzielnicy Wiązowna ze zlikwidowanego powiatu miejsko-uzdrowiskowego Otwock (powiat ten – jako jedyny w Polsce – nie był podzielony na gromady lecz na dzielnice); w skład nowo utworzonej gromady Wiązowna nie weszły tylko obszary zniesionej dzielnicy stanowiące byłe (tzn. sprzed 1952) gromady Jabłonna, Mlądz, Świerk i Wólka Mlądzka, które tego dnia włączono do awansującego do miana powiatu grodzkiego Otwocka W jej skład weszło zatem 17 dawnych (sprzed 1952) gromad: Aleksandrów, Boryszew, Duchnów, Dziechciniec, Emów, Góraszka, Izabela, Kąck, Kopki, Majdan, Malcanów, Michałówek, Pęclin, Wiązowna (Gminna), Wiązowna Kościelna, Zakręt i Żanęcin. Dla gromady Wiązowna ustalono 27 członków gromadzkiej rady narodowej.
31 grudnia 1959 z gromady Wiązowna wyłączono kolonię Duchnów, włączając ją do gromady Halinów w tymże powiecie.
Gromada przetrwała do końca 1972 roku, czyli do kolejnej reformy gminnej. 1 stycznia 1973 w powiecie otwockim reaktywowano zniesioną w 1952 roku (i należącą wówczas do powiatu warszawskiego) gminę Wiązowna.